# Järve (Koonga)
Järve – wieś w Estonii, w prowincji Parnawa, w gminie Koonga.